# 大東信託
大東信託株式会社（だいとうしんたくかぶしきかいしゃ）とは、日本統治時代の台湾において1926年（昭和元年）に設立された、台湾本島人経営の唯一の金融企業である。

## 同社設立までの台湾本島人資本家の状況
台湾本島人の資本家階級は、多くは土地調査事業と同時に行われた「大租権整理令」にもとづき発行された公債を得たことにより、あるいは政府もしくは有力者の勧説に応じて、或いは資本家的企業の勃興に刺激せられて、その資本を日本人資本家の企業活動に投資した者たちであった。いわば封建的土地資産所有者としての地位より資本家階級としての地位に転換した者たちであった。すなわち自ら企業経営の実権を有するというよりも、内地人資本家に対して従属的な地位に立つにすぎない。しかし、一部に内地人資本家に対し、対抗し競争するものもあらわれるようになった。本大東信託株式会社が代表例である。しかし、本島人が経営の実権を握る企業の設立は内地人資本家及び台湾総督府の喜ぶところではない。そもそも1923年（大正12年）までは、本島人のみの会社設立は台湾総督府令により禁止されていたのである。

## 同社の設立と台湾総督府の干渉
大東信託株式会社は1926年（大正15年）春に株式募集を開始したが、台湾総督府及び日本資本の銀行筋の干渉のため、その設立が遅れ、漸く1926年（昭和元年）12月30日に設立され、1927年（昭和2年）2月21日開業した。資本金は250万円であり、本社は台中市にあった。その発起人及び経営者は純粋に本島人のみであり、その本島人は近代的教育を受けた、台湾文化協会に属する者たちであった。社長には、林献堂が就任した。そのため台湾総督府にとって同社は、一種の民族運動のような感があった。また、日本資本の銀行筋にとっても同社は、有力な競争者の出現であり、独占的地位の脅威と感じられた。そのため、総督府と内地資本の銀行は相まって、同社の設立を阻止しようとした。発起人や株式の募集に応じようとした者に対し、台湾総督府や地方行政庁からの警告や、台湾銀行、彰化銀行、台湾商工銀行から貸し金の返還を迫られたりした。設立後1年になっても台中州知事は、大東信託には預け入れをすべきでないとの通達を出すなどした。